# 島崎雲圃
島﨑雲圃（しまざき うんぽ、享保16年（1731年） - 文化2年11月11日（1805年12月31日））は、江戸時代中期から後期の絵師。近江国日野の生まれ。名は輔吉、字は黄裳、通称泉治（司）、蝦蟇窟と号した。商人でありながら絵画に能力を発揮し、鮎図などを得意とした。

## 略伝
島﨑家は近江国日野（現・滋賀県蒲生郡日野町）の出身で、島﨑七左衛門長男利兵衛が、下野国茂木（現・栃木県芳賀郡茂木町）に酒造業を興したことに始まる。その当主は代々「利兵衛」と名乗ったが、その三代目利兵衛が雲圃である。日野の高田敬輔に師事し絵画を学んだ。雲圃の作品は、茂木島﨑家を中心に、滋賀県内（日野町・野洲市）に伝えられている。絵画のほかには、刀剣を非常に好み、刀の真偽の鑑定をよくしたとも伝えられている。また天明4年（1784年）、日野町の地蔵堂近くから湧出する湧水（通称「若草清水」）の直ぐ傍に、これは蒲生氏郷が煎茶を点てるために用いた由緒ある水である旨を記した碑文を建てている。雲圃の没後に水戸にいた友人の立原翠軒は、日野の川原田墓地に「雲圃島﨑翁墓喝銘並序」と題し、雲圃の生涯を記した石碑を建てた。現在は、日野町大窪霊園の島﨑家の墓所の脇に移設されている。
雲圃の技法で特筆すべきは、没骨（もっこつ）法である。輪郭線を用いず、水墨や彩色によって制作する方法で、雲圃はこれを人物画に応用する努力を重ねた。弟子には下野で活躍した小泉斐や伸山操らがいる。小泉斐の弟子である島﨑玉淵は、七左衛門次男仙右衛門を祖とする遠縁にあたる。雲圃から数えて七代下の子孫が島﨑泉治商店を営んでいるほか、雲圃の孫に当たる代から分家した子孫が、栃木県那須烏山市で島崎酒造を営んでいる（外部リンク参照）。

## 代表作
- 「鮎魚遡漲水之図」 絹本著色、個人蔵、1789年、栃木県指定文化財。
- 「富嶽図」 紙本墨画淡彩、個人蔵、1790年。
- 「鯉図」 双幅、絹本著色、個人蔵、1801年。
- 「布袋図」 紙本墨画淡彩、1803年。
- 「高田敬輔像」 絹本著色、個人蔵。日野出身の儒者・建部箕山が安永9年（1780年）に記した高田敬輔の略伝を付している。
- 「唐美人図」 絹本著色、個人蔵。